# SK엔펄스
SK엔펄스 주식회사(영어: SK enpulse)는 SK그룹 계열의 반도체 및 FPD 공정용 부품소재 전문 기업이다.
사명인 엔펄스는 ‘가능하게 하다’는 의미의 영어 접두사 엔(en)과, 흐름과 파동을 뜻하는 펄스(pulse)의 합성어이다.

## 역사 및 현황
1995년 7월에 상부정밀이라는 이름으로 설립했으며, 반도체 소재 제조를 주요 사업으로 하는 업체이다. 2000년 4월 10일, 에스엔티로 법인명을 변경하고 2001년 12월 26일 코스닥 시장에 상장했다. 2006년 3월 31일에 사명을 솔믹스로 변경하였고 2008년 1월 16일에 창업주인 이재홍 외 특수관계인으로부터 주식양수도 계약을 체결하였으며, 1월 19일에 SKC의 추가 제 3자배정 유상증자를 통해 SK그룹에 편입되었다. 그러다 2010년 1월 6일 임시주주총회에서 SKC솔믹스로 사명 변경을 하였고, SKC의 자회사에 편입됨에 따라 2020년에 상장 폐지하였다.2023년 1월 1일에 SK엔펄스로 사명을 변경하고 동년 2월 1일 SK텔레시스를 합병하였다.
2024년 2월에는 파인세라믹 사업부를 한앤컴퍼니에 매각하였으며,동년 12월 24일에는 CMP사업부를 매각하였다.